# 돌맨모자이크꼬리쥐
돌맨모자이크꼬리쥐(Melomys dollmani)는 쥐과에 속하는 설치류의 일종이다. 파푸아뉴기니 동부 고지대에서 서식하며, 하겐 산과 시사 산 경사면과 해발 최소 1,200m 이하 지역에서 발견된다. 그러나 오카파 지역 동부에서는 발견되지 않는다. 나무 위에서 주로 생활하는 종으로 산악 지대 이차림과 쇠퇴한 숲에서 발견되며, 습윤 열대 환경을 좋아한다. 이전에 검은꼬리모자이크꼬리쥐의 아종으로 간주했고, 이명 Melomys gracili으로도 알려지기도 했다. 넓은 분포 지역과 교란에 대한 내성을 갖고 있고 특별한 멸종 위협 요인이 없기 때문에 국제 자연 보전 연맹(IUCN)이 IUCN 적색 목록에서 "관심대상종"으로 분류하고 있다.

## 같이 보기
- 검은꼬리모자이크꼬리쥐